# كنائس لاخلقدونية
الكنائس اللاخلقدونية هي الكنائس التي رفضت مجمع خلقدونية، وتسمى أيضًا بـالكنائس الأرثوذكسية المشرقية وهي:

### كنائس لاخلقدونية
- الكنيسة القبطية الأرثوذكسية: مقرها الكنيسة القبطية في العاصمة المصرية القاهرة، ويقدر عدد بعيتها بنحو 16 مليون قبطي في مصر وحول العالم.[1]
- الكنيسة السريانية: مقرها الكنيسة السريانية في العاصمة السورية دمشق، ويقدر عدد رعيتها بنحو 1.5 مليون سرياني في سوريا ولبنان والعراق. ونحو 1.4 مليون في المهجر. ونحو 6 مليون سرياني في كيرلا، الهند.(المجموع 9 مليون).[2][3]
- الكنيسة الأرمنية: لها بطريركيتان، الأولى في يريفان عاصمة أرمينيا، والثانية في أنطلياس في لبنان ويقدر عدد الرعايا في البطريركيتان نحو 8 مليون.[4]
- الكنيسة الإثيوبية: كانت تابعة للكنيسة القبطية ثم استقلت، مقرها في العاصمة الاثيوبية أديس أبابا، ويقدر عدد رعيتها بنحو 50 مليون.[5]
- الكنيسة الإريترية: كانت تابعة للكنيسة الإثيوبية ثم استقلت بعد استقلال إريتريا عن إثيوبيا، ومقرها في العاصمة الإريترية أسمرة، ويقدر عدد رعيتها بنحو 1.7 مليون.[6]